# Sterculia crassinervia
Sterculia crassinervia är en malvaväxtart som beskrevs av Friedrich Anton Wilhelm Miquel. Sterculia crassinervia ingår i släktet Sterculia och familjen malvaväxter. Inga underarter finns listade i Catalogue of Life.